# Desmond Jennings
Desmond Delane Jennings (ur. 30 października 1986) – amerykański baseballista występujący na pozycji zapolowego w organizacji Cincinnati Reds.

## Przebieg kariery
W czerwcu 2005 został wybrany w 18. rundzie draftu przez Cleveland Indians, jednak nie podpisał kontraktu z organizacją tego klubu, gdyż zdecydował się podjąć studia w Itawamba Community College. Rok później został wybrany w 10. rundzie draftu przez Tampa Bay Rays i początkowo występował w klubach farmerskich tego zespołu, między innymi w Durham Bulls, reprezentującym poziom Triple-A. W Major League Baseball zadebiutował 1 września 2010 w meczu przeciwko Toronto Blue Jays. 28 lipca 2011 w spotkaniu z Oakland Athletics zdobył pierwszego home runa w MLB. 7 września 2011 w meczu z Texas Rangers w drugiej połowie dziesiątej zmiany zdobył pierwszego w MLB walk-off home runa, co dało 1000. zwycięstwo Tampa Bay Rays w sezonie zasadniczym. W sierpniu 2016 został zwolniony z kontraktu.
W lutym 2017 podpisał niegwarantowany kontrakt z Cincinnati Reds.